# Hanna Zuschneid
Johanna „Hanna“ Zuschneid (geborene Beth, verwitwete Grages; * 8. Dezember 1922 in Verden (Aller); † 27. August 2010 ebenda) war eine deutsche Turnerin. Sie war Teilnehmerin an den Olympischen Sommerspielen 1952 in Helsinki und bei den Turn-Weltmeisterschaften 1954 in Rom. Sie stammte aus Borstel (Verden), einem Stadtteil der Stadt Verden (Aller) in Niedersachsen. Nach ihrer Karriere arbeitete sie bis 1999 als Turntrainerin.